# Contea di Wheeler (Georgia)
La contea di Wheeler (in inglese Wheeler County) è una contea dello Stato della Georgia, negli Stati Uniti. La popolazione al censimento del 2000 era di 6 179 abitanti. Il capoluogo di contea è Alamo.